# Даунс, Джеффри
Дже́ффри (Джефф) Да́унс (англ. Geoffrey Downes; 25 августа 1952, Стокпорт, Чешир, Англия) — британский музыкант, пианист, композитор и продюсер, попал в Книгу рекордов Гиннесса за использование 28 клавишных инструментов в течение одного выступления.
Карьера Джеффа началась в группе The Buggles, чей клип «Video Killed the Radio Star» стал первым роликом, появившемся на видеоканале MTV 1 августа 1981 года. Осенью 1979-го The Buggles и Yes, оставшиеся без Джона Андерсона и Рика Уэйкмана, работали в одной и той же студии. Джефф и его коллега Тревор Хорн (певец, бас-гитарист и продюсер) предложили «гигантам рока» исполнить песню собственного сочинения «We Can Fly From Here», после чего музыканты получили приглашение войти в состав группы Yes и записали с легендой прог-рока альбом «Drama». Вскоре Хорн с головой погрузился в продюсерскую работу, а Даунс стал одним из основателей супергруппы Asia, продолжая, однако, выпускать сольные альбомы в стиле нью-эйдж.
В 2011 году Даунс работал клавишником прогрессив-рок-группы Yes.

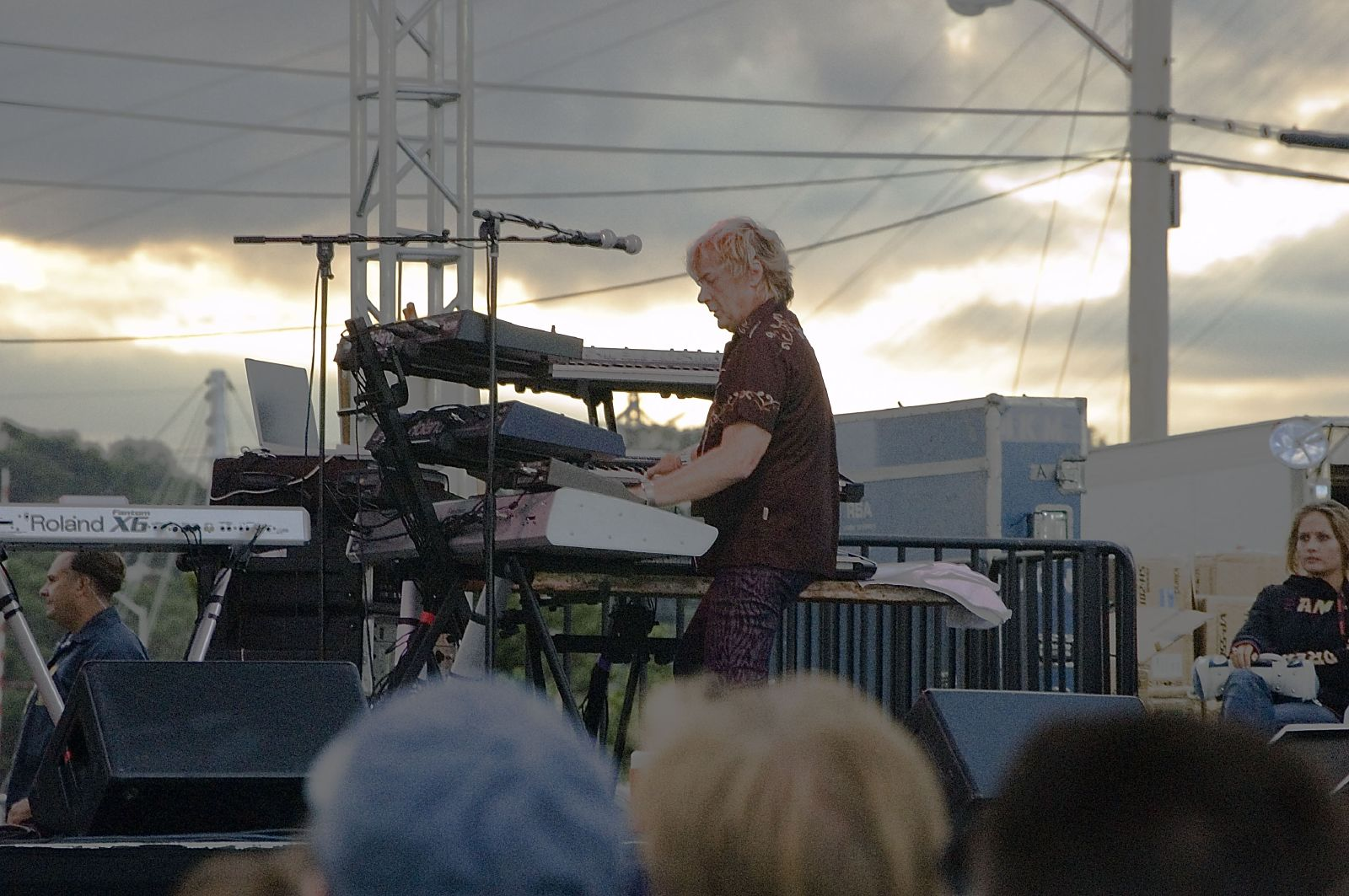